# Hillsview
Hillsview es un pueblo ubicado en el condado de McPherson en el estado estadounidense de Dakota del Sur. En el Censo de 2010 tenía una población de 3 habitantes y una densidad poblacional de 1,8 personas por km².

## Geografía
Hillsview se encuentra ubicado en las coordenadas 45°39′43″N 99°33′38″O / 45.66194, -99.56056. Según la Oficina del Censo de los Estados Unidos, Hillsview tiene una superficie total de 1.67 km², de la cual 1.65 km² corresponden a tierra firme y (1.09%) 0.02 km² es agua.

## Demografía
Según el censo de 2010, había 3 personas residiendo en Hillsview. La densidad de población era de 1,8 hab./km². De los 3 habitantes, Hillsview estaba compuesto por el 100% blancos, el 0% eran afroamericanos, el 0% eran amerindios, el 0% eran asiáticos, el 0% eran isleños del Pacífico, el 0% eran de otras razas y el 0% pertenecían a dos o más razas. Del total de la población el 0% eran hispanos o latinos de cualquier raza.